# Zombie
Zombie és un còctel fet de sucs de fruites, licors i diversos roms. Va aparèixer per primera vegada a finals de 1934, creat per Donn Beach al seu restaurant de Hollywood Don the Beachcomber, i es va popularitzar a la Costa Est a partir de l'Exposició Universal de Nova York de 1939.

## Història
La llegenda explica que Donn Beach va inventar el Zombie per ajudar un client amb ressaca a afrontar una reunió de negocis. El client va tornar uns quants dies després per a queixar-se que s'havia convertit en un zombi durant tot el seu viatge. El seu sabor suau i afruitat fa que el seu alt contingut alcohòlic resti dissimulat. Al Don the Beachcomber es limitaven els seus clients a dos Zombies cadascun per la seva potència, atès que podien fer que «caminessin com els morts».
Segons la recepta original, el Zombie inclou tres tipus diferents de rom, suc de llima, falernum, amarg d'Angostura, Pernod, granadina i Don's Mix, una combinació de xarop de canyella i suc d'aranja. Beach va ser molt prudent amb les receptes dels seus còctels originals. Les instruccions per als cambrers contenien referències codificades pels ingredients, els quals només eren coneguts per ell.
Les receptes originals de Beach per al Zombie i altres begudes van ser publicades a Sippin' Safari per Jeff «Beachbum» Berry. Berry va investigar els orígens de molts còctels tiqui, va entrevistar a bàrmans del Don the Beachcomber i va descobrir altres fonts originals. Sippin' Safari detalla el desenvolupament del Zombie amb tres receptes diferents que daten de 1934 a 1956. Tanmateix, existeixen diferents variacions del Zombie que se serveixen a restaurants i bars d'arreu, tot i que alguns no tenen res a veure amb el còctel original. El restaurant Trader Vic's també va llistar una recepta de Zombie a Bartender's Guide de 1947.